# Клевер, Константин Юльевич
Константи́н Ю́льевич Кле́вер (Клевер-Московский; 1867 или 1868/1869 — 1937) — российский и советский художник.

## Биография
Одни источники указывают, что он родился в 1867 году и был младшим братом художника Юлия Юльевича Клевера (1850—1924), который и стал его первым преподавателем живописи. Другие источники называют его первым сыном этого художника, родившемся в Лифляндской губернии 25 декабря 1868 (6 января 1869) года.
С 1888 года начал учиться на химика в Дерптском университете.
Умер в Москве 4 мая 1937 года.

## Творчество
С 1895 года жил в Москве и чтобы выделить свои работы от творчества более именитого художника, нередко подписывал их как Клевер-Московский. В период 1910—1912 гг. жил в Берлине.
Участник выставок Московского общества любителей художеств (1904, 1911). Был членом общества художников «Звено» (1917), «Общества искусств» и московского художественного кружка «Среда» (1918).